# Championnats de Granby 2025
Il Championnats de Granby 2025 è stato un torneo di tennis professionistico maschile e femminile. È stata la 30ª edizione per gli uomini, facente parte della categoria Challenger 75 dell'ATP Challenger Tour 2025, con un montepremi di 100 000 $. È stata la 13ª edizione del torneo per le donne, facente parte della categoria W75 nell'ambito dell'ITF Women's World Tennis Tour 2025, con un montepremi di 60 000 $. Entrambi si sono giocati dal 14 al 20 luglio 2025 sui campi in cemento del Club de tennis des Loisirs de Granby di Granby in Canada.

## Partecipanti

### Teste di serie
| Nazionalità | Giocatore        | Ranking* | Testa di serie |
| ----------- | ---------------- | -------- | -------------- |
| Stati Uniti | Eliot Spizzirri  | 128      | 1              |
| Belgio      | Alexander Blockx | 141      | 2              |
| Canada      | Liam Draxl       | 147      | 3              |
| Giappone    | Yōsuke Watanuki  | 177      | 4              |
| Giappone    | Shō Shimabukuro  | 186      | 5              |
| Danimarca   | August Holmgren  | 192      | 6              |
| Giappone    | James Trotter    | 198      | 7              |
| Australia   | Omar Jasika      | 202      | 8              |

* Ranking al 30 giugno 2025.

### Altri partecipanti
I seguenti giocatori hanno ricevuto una wild card per il tabellone principale:
- Juan Carlos Aguilar
- Nicolas Arseneault
- Justin Boulais

Il seguente giocatore è entrato in tabellone con il ranking protetto:
- Philip Sekulic

I seguenti giocatori sono entrati in tabellone come alternate:
- Naoki Nakagawa
- Tyler Zink

I seguenti giocatori sono passati dalle qualificazioni:
- Patrick Maloney
- Andres Martin
- Kris van Wyk
- James Watt
- Alexander Rozin
- Alfredo Perez

## Campioni

### Singolare maschile
August Holmgren ha sconfitto in finale  Liam Draxl con il punteggio di 6–3, 6–3.

### Singolare femminile
Talia Gibson hanno sconfitto in finale  Fiona Crawley con il punteggio di 6–3, 6–4.

### Doppio maschile
Finn Reynolds /  James Watt hanno sconfitto in finale  Kody Pearson /  Yuta Shimizu con il punteggio di 6–3, 6–4.

### Doppio femminile
Alexandra Vagramov /  Darja Viďmanová hanno sconfitto in finale  Saki Imamura /  Wakana Sonobe con il punteggio di 7–6(5), 6–3.